# Francisco Sandaño
Francisco Félix Sandaño Jorquera (Santiago, Chile. 13 de diciembre de 1943) es un exfutbolista y actual entrenador de fútbol chileno. Como jugador, tuvo pasos por el fútbol boliviano y ecuatoriano.
Destaca su paso como entrenador de la selección de fútbol de Corea del Sur, con la cual disputó parte de las eliminatorias asiáticas para la Copa Mundial de la FIFA Argentina 1978.

## Carrera como entrenador
Comenzó como ayudante técnico en Cruzeiro EC entre el año 1973 y 1974. Tras dirigir en Bolivia en la Copa Libertadores, destacó por su energía y conocimiento pese a su corta edad, por lo que llamó la atención del Club Ingenieros de Oruro, quienes lo contrataron como su entrenador en el año 1975.
En 1976 fue fichado como entrenador de la selección de fútbol de Corea del Sur, teniendo una breve estadía que se vio truncada debido a problemas de ambientación de parte de Sandaño. Regresó el mismo año a Sudamérica para hacerse cargo del Club 9 de Octubre de Ecuador.
Es en Ecuador donde tuvo su mayor éxito deportivo, logrando tres ascensos en los años 1977, 1978 y 1980.

## Clubes

### Como entrenador
| Club                       | País    | Años        |
| -------------------------- | ------- | ----------- |
| Club Ingenieros de Oruro   | Bolivia | 1975        |
| 9 de Octubre               | Ecuador | 1976        |
| Liga de Cuenca             | Ecuador | 1977        |
| Club Deportivo Olmedo      | Ecuador | 1977        |
| Club Deportivo Quevedo     | Ecuador | 1978        |
| Deportivo del Valle        | Ecuador | 1980 - 1981 |
| Liga Deportiva Estudiantil | Ecuador | 1982 - 1983 |

### Como seleccionador
| Selección     | Años |
| ------------- | ---- |
| Corea del Sur | 1976 |